# Stadt Ueberlingen (Schiff, 1895)

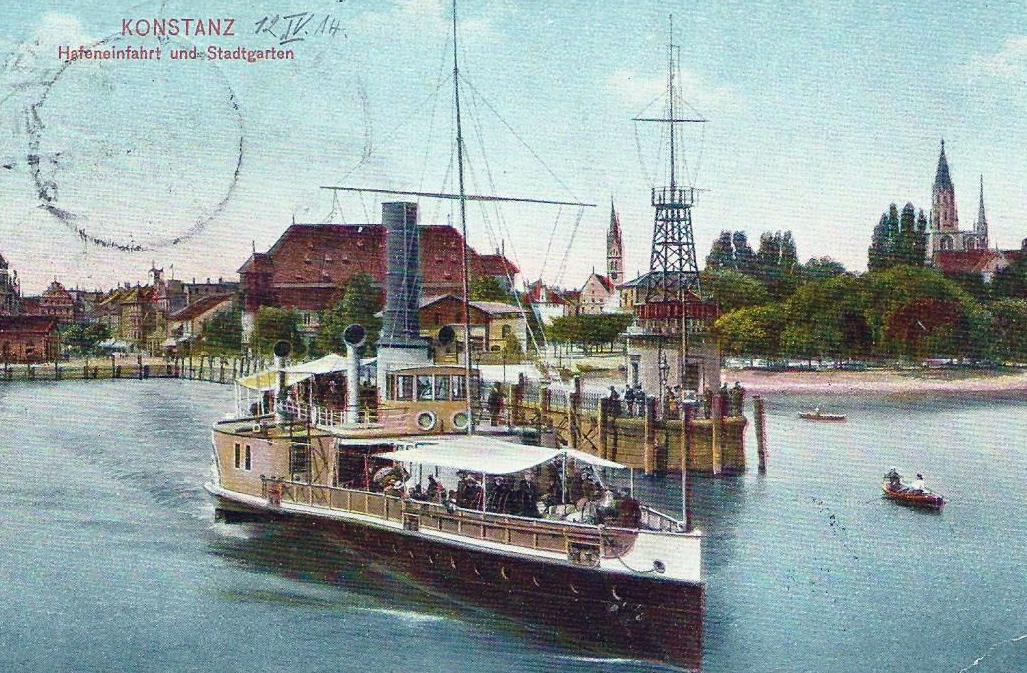
SD Ueberlingen um 1910 in Konstanz

Die Stadt Ueberlingen war ein 1895 durch die Großherzoglich Badischen Staatseisenbahnen (BadStB) in Dienst gestellter Salondampfer, der bis 1928 fuhr. Das Schiff mit Heimathafen Konstanz bot 500 Personen Platz.
Die Stadt Ueberlingen war der zweite Halbsalondampfer, den die bayrische Firma J.A. Maffei aus München für die Großherzogliche Staatseisenbahnen baute. Sie wurde als Ersatz für den GD Mainau in Dienst gestellt.
Am 28. Juni 1902 brach bei der Landestelle Konstanz-Staad ein Zapfen an der Treibstange des Hochdruckzylinders und durchschlug das Oberlicht. Verletzt wurde niemand. Das Schiff wurde von Germania nach Konstanz zur Reparatur geschleppt.

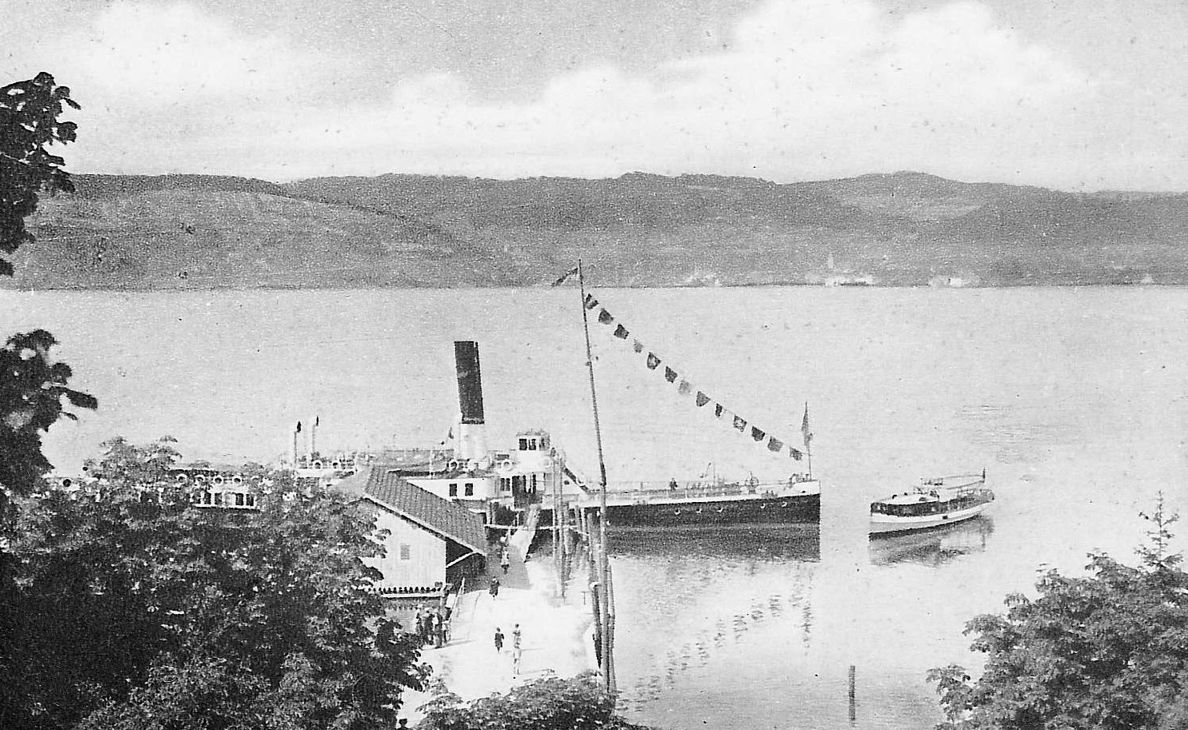
Die Stadt Ueberlingen und das MB Bodman in Bodman

Die schadensanfällige ursprüngliche Dreizylinder-Maschinenanlage wurde im Winter 1903/1904 gegen eine Anlage der Maschinenfabrik Gebrüder Sulzer in Winterthur ausgetauscht. Die komfortable Stadt Ueberlingen wurde das erste Opfer des Modernisierungsprogramms der Deutschen Reichsbahn in den 1920er Jahren. 1925 wurde ein Umbau auf dieselhydraulischen Radantrieb projektiert. Weil sich diese Technik noch in den Kinderschuhen befand, wurde der Neubau von Motorschiffen bevorzugt.
Das kurzlebigste aller badischen Salondampfschiffe wurde 1928 nach 33 Betriebsjahren außer Dienst gestellt und durch die Motorschiffe Mainau und Höri ersetzt. Den Namen „Überlingen“ erhielt das neue Motorschiff. Kessel, Maschinen und Aufbauten wurden entfernt und die Schiffsschale als Kieskahn unter dem Namen „Christa“ bis in die 1980er Jahre weiter verwendet.